# Münstertaler Alpen
Die Münstertaler Alpen nach SOIUSA sind die Untersektion 15.V und damit ein Teil der Westlichen Rätischen Alpen und befinden sich im Münstertal (Val Müstair) im Kanton Graubünden in der Schweiz.
Sie deckt sich mit der Sesvenna-Gruppe der österreichischen Alpen-Einteilung AVE bis auf 2 Änderungen: Die Umbrailgruppe und der Chavalatschkamm, beide an der italienisch-schweizerische Grenze gelegen, sind Teil der Münstertaler Alpen (und somit nicht der Ortler-Alpen wie in AVE).
Damit liegen die Münstertaler Alpen beinahe ganz in der Schweiz und die SOIUSA deckt sich mit der Einteilung des Schweizer Alpen-Clubs. Gleichzeitig findet die SOIUSA mit dem Reschenpass als Grenze zu den Ötztaler Alpen und dem Braulio-Tal, dem Stilfser Joch, dem Trafoital und dem Suldenbach als Grenze zu den Ortleralpen immer noch orografische Begrenzungen.